# Zapoteca ravenii
Zapoteca ravenii är en ärtväxtart som beskrevs av Héctor Manuel Hernández. Zapoteca ravenii ingår i släktet Zapoteca och familjen ärtväxter. Inga underarter finns listade i Catalogue of Life.